# Fomento de Construcciones y Contratas
Fomento de Construcciones y Contratas (numită și FCC Construction) este cea mai mare companie de construcții din Spania.

## FCC Construction în România
Compania este prezentă și în România, unde a investit peste 11 milioane de euro în construirea a trei stații de asfalt, achiziționarea a șase utilaje de nivelare a asfaltului, camioane, două stații de betoane și alte echipamente.
În Romania, FCC Construction este constructorul desemnat al Pasajului Basarab, a cărui construcție a început în anul 2006, și a cărui data estimata de dare în folosință este martie 2011, cu o întârziere de 2 ani. 
De asemenea, la granița României cu Bulgaria FCC a construit Podul Calafat-Vidin peste fluviul Dunărea, important obiectiv de infrastructură situat pe Aripa Sudică a Coridorului Pan-European IV. Podul va lega România și Bulgaria în dreptul orașelor Calafat și Vidin.
Număr de angajați în 2010: 650
Cifra de afaceri în 2009: 120 milioane euro